# 科地区克里克伯夫
科地区克里克伯夫（法語：Criquebeuf-en-Caux，法語發音：[kʁikbœf ɑ̃ ko]）是法国诺曼底大区滨海塞纳省的一个市镇，勒阿弗尔区。 

## 地理
科地区克里克伯夫（49°44'26"N, 0°19'58"E）面积2.08 平方千米，位于法国诺曼底大区滨海塞纳省，勒阿弗尔东北40千米，D211和D940公路的交界处。市镇内的悬崖面向英吉利海峡。 
与科地区克里克伯夫接壤的市镇（或旧市镇、城区）包括：圣莱奥纳尔、伊波尔。
科地区克里克伯夫的时区为UTC+01:00、UTC+02:00（夏令时）。

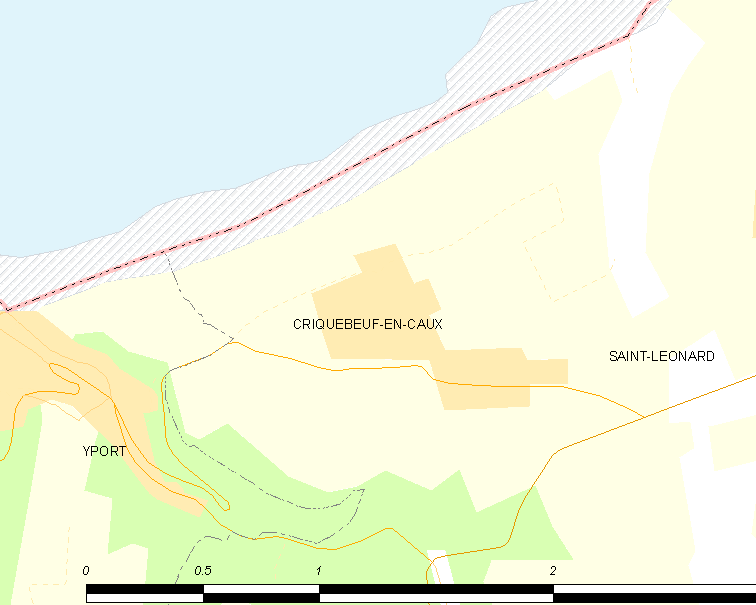
科地区克里克伯夫的OSM定位图

## 行政
科地区克里克伯夫的邮政编码为76111，INSEE市镇编码为76194。

## 政治
科地区克里克伯夫所属的省级选区为费康县。

## 人口

1962-2008年间科地区克里克伯夫人口变化图示

科地区克里克伯夫于2022年1月1日时的人口数量为404人。